# Stadtgespräche
Stadtgespräche war eine Sendefolge des ORF im Fernsehen.
Die Diskussionssendungen wurden von Helmut Zilk moderiert und löste die seit 1956 produzierte Sendereihe Jugenddiskussion ab. Die ersten Stadtgespräche wurden am 24. März 1963 ausgestrahlt. Die in der damaligen Zeit noch ungewöhnlichen Diskussionssendungen – die auch durchaus kontroverse Thematiken (wie über den Anschluss im Jahr 1938) beinhalteten – wiesen hohe Einschaltquoten auf.
Hervorzuheben ist eine Sendung am 24. September 1964, die Zilk gemeinsam mit dem Prager Fernsehdirektor Jiří Pelikán veranstaltete.  Die Stadtgespräche Wien-Prag fanden in  Prag statt, die Direktausstrahlung ermöglichte ein gewisses Unterlaufen der Zensur.
Zilk gelang es damals, Kontakte über den Eisernen Vorhang hinweg zu reformorientierten Kreisen zu knüpfen. Als Folge erlangte einerseits der ORF auch sehr viel Vertrauen bei der Bevölkerung in der damaligen Tschechoslowakei, andererseits wurde unter Pelikán die Zensur in der folgenden Zeit weiter aufgeweicht. Erst nach dem Ende des Prager Frühlings wurde sie wieder streng gehandhabt.
Die letzten Stadtgespräche fanden am 2. September 1976 zum Thema „Unsere Reichsbrücke – Brücke mit Vergangenheit“ statt.